# Máximo Gómez Báez
Máximo Gómez Báez "El Generalísimo" (Baní, República Dominicana, 18 de novembre de 1836-L'Havana, Cuba, 17 de juny de 1905) va ser un general de la Guerra dels Deu Anys i el General en Cap de les tropes revolucionàries cubanes en la Guerra del 95.
Als 16 anys es va unir a l'exèrcit espanyol contra les invasions haitianes de Faustine Soulouque assolint el grau d'alfères. Quan les tropes espanyoles van ser derrotades el 1865 i fugiren cap a Cuba i Puerto Rico, Gómez es va establir a Cuba.
Va ingressar a una lògia massònica i de l'alçament de 1868 Crit de Yara es va unir als independentistes cubans, comandant les tropes illenques durant el primer tram de la Guerra dels Deu Anys. La seva acció militar més destacada va ser l'anomenada "invasió a Occident" amb la tàctica de cremar les plantacions de canya sucrera per tal de perjudicar els hisendats espanyols. A partir del fugaç govern del president de la República de Cuba en Armes, Juan Bautista Spottorno, Gómez aplicà el decret presidencial de sotmetre a la pena de mort a qualsevol militar cubà que presentés proposicions de pau que no es basessin en la independència de Cuba.
Va col·laborar amb José Martí fins a la mort d'aquest en la Guerra d'Independència cubana.